# 巴雷特M82狙擊步槍
巴雷特M82（英語：Barrett M82）是由美國巴雷特槍械公司（Barrett Firearms Company）研發生產的“特殊用途狙擊步槍”（Special Application Scoped Rifle，簡稱：SASR），該槍及其衍生型裝備了大部份西方國家的軍隊，包括美軍。美軍給它的暱稱為「輕50」（Light Fifty），因為其使用與白朗寧M2重機槍相同的12.7×99毫米NATO（.50 BMG，12.7毫米）大口徑彈藥。該槍有多種衍生型，包括原本的M82、M82A1、M82A3和採用犢牛式設計以便於攜帶的M82A2，隨後的XM500也繼承它的設計精神，使用了犢牛式設計。美軍採用的改良版本則命名為“M107”（上機匣頂部設有全尺寸皮卡汀尼導軌），而巴雷特公司目前推出的最新型號為M107的進一步改進版，M107A1。

## 發展史
最初的M82是由業餘槍械愛好者攝影師朗尼·巴雷特（Ronnie Barrett）所設計，它是一種使用12.7×99毫米NATO（.50 BMG）口徑彈藥（原本是白朗寧M2重機槍的專用彈藥）的大口徑半自動狙擊步槍。朗尼·巴雷特於1980年代早期開始研發該槍，之後在1982年製作出第一把樣槍，取名為“M82”，在經過持續的改良後終於1986年發展成M82A1狙擊步槍。
1989年，巴雷特公司接到第一張軍用訂單，該訂單來自瑞典國防軍，內容是採購100把M82A1。而最大及最成功的訂單緊接在1990年，美軍宣布全面採用M82A1，以用於科威特的沙漠之盾和沙漠風暴行動。最初的125把先配備於美国海军陆战队，陸軍和空軍也接著訂購。M82A1／M107也是美軍唯一的「特殊用途狙擊步槍」（SASR），除了遠距離反人員用途外還可以用於反物資作戰和引爆彈藥庫。M82／M107的有效射程超過1,500米，甚至曾出現過2,500米的命中紀錄，在使用穿甲燃燒彈（如Raufoss Mk 211）時可有效摧毀雷达站、卡車，以及停放的战斗机等戰略物資，因此該槍也被歸類為「反器材步槍」，並是同類武器的佼佼者。然而在精度上，M82並不怎麽出色，在使用競技級高精度子彈為前提下，其精度約在1.5—2角分左右，比起許多更小口徑的狙擊步槍，以至同口徑的栓動式狙擊步槍都要遜色。這也解釋了為何部份重視射擊精度的美軍特種作戰部隊選擇改用栓動式.50口徑狙擊步槍（如TAC-50狙擊步槍）作為遠距離狙擊武器。
採用犢牛式短槍管設計的M82A2於1987年研發成功。其有效減低後座力的設計讓使用者可以手持射擊而不必使用兩腳架固定，可是M82A2並沒有成功地打入市場，它很快就停產。在2006年，巴雷特開始研發XM500，它也是一款犢牛式設計的狙擊步槍。

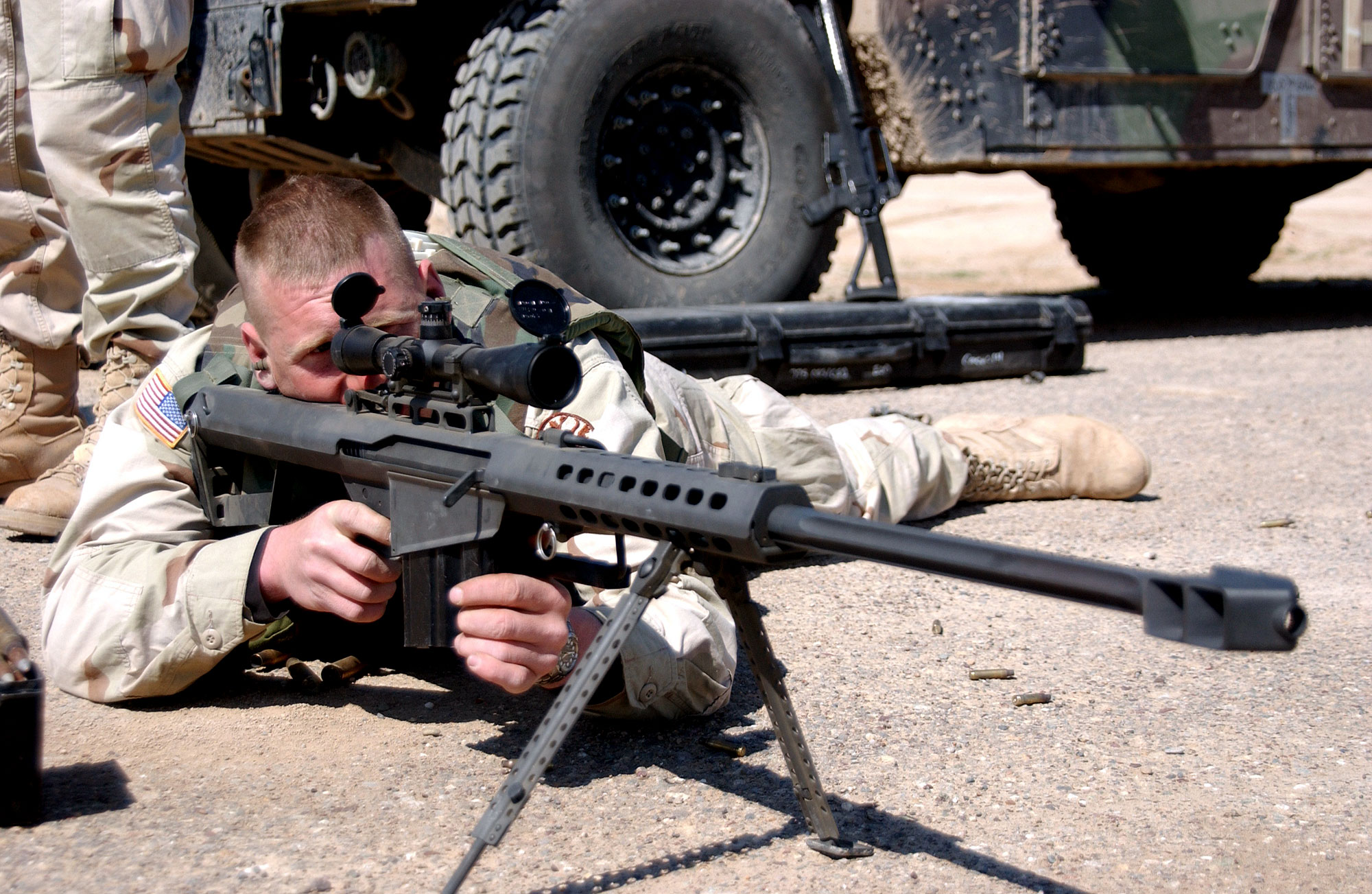
2005年，506國民兵工兵隊試射M82。

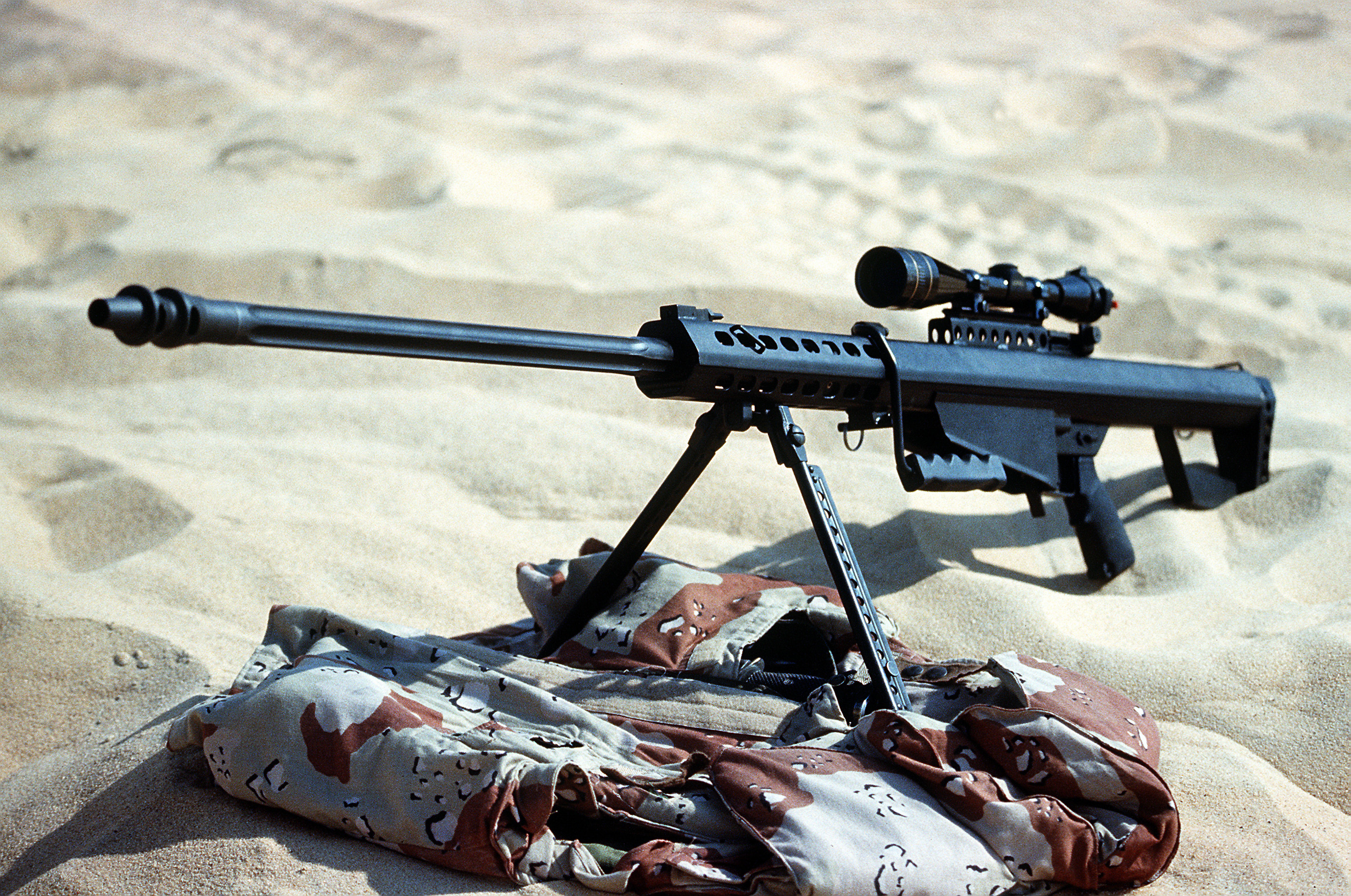
早期M82A1槍口制退器設計與後來不同。

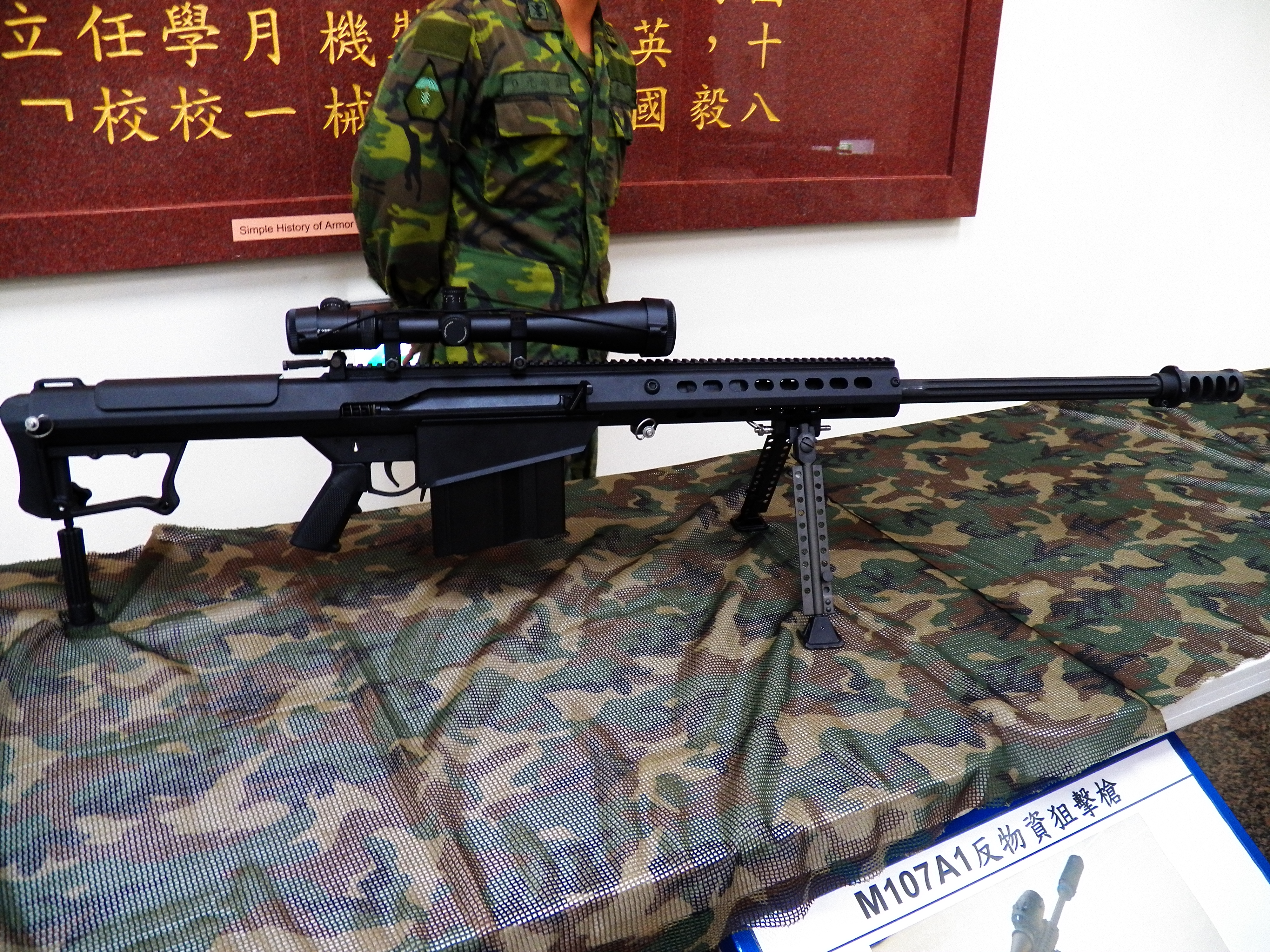
巴雷特M107A1

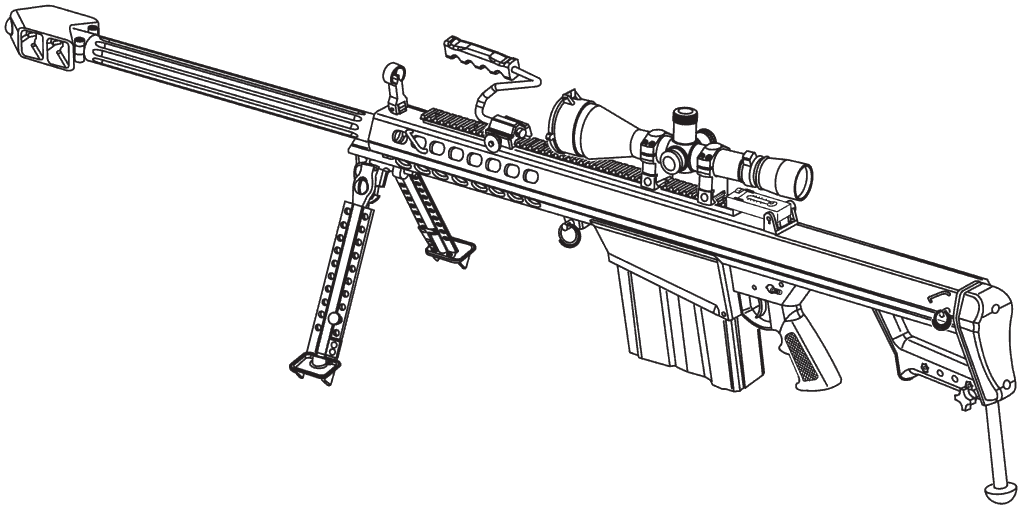
M107、與M82A1M/A3幾乎完全一樣。

M82槍族的其中一款衍生型是M82A1M，它被美國海軍陸戰隊大量裝備並命名為“M82A3 SASR”。M82A1M與M82A1不同之處在於M82A1M配備有加長型皮卡汀尼導軌，除原本的望遠式瞄準鏡外更可同時加裝其他如夜視鏡等瞄準裝置，且在槍托底部加裝了單腳架，其他改進還包括減低了槍身重量、改用可拆式兩腳架及改良過的雙室制退器。
其他衍生自M82A1的武器有M82A1A SASR，它的基本設計與M82A1相同但專門發射Raufoss Mk 211 Mod 0穿甲燃燒彈。
巴雷特M82的使用國至少有30個，當中包括：比利時、智利、丹麥、芬蘭、法國、德國、希臘、以色列、意大利、牙買加、馬來西亞、墨西哥、荷蘭、挪威、菲律賓、葡萄牙、中華民國、西班牙、瑞典、土耳其、英國及美國，M82亦是民間市場常見的.50長程射擊競賽用槍，競賽標靶達1,000碼（914公尺）甚至更遠可打到1,250公尺。除競技射擊和休閑射擊外還可用作狩獵。
美国海岸警卫队在掃毒作戰時會使用M82狙擊位於海岸附近的高速運毒快艇。同樣地，巴雷特M82系列也受部份執法機關所青睞，當中包括紐約市警察局和洛杉磯警察局等，因為它可以有效地攔截車輛，而且.50口徑一發就能打壞汽車引擎，也能有效地打穿磚牆和水泥，適合城市戰鬥。
根據文件The Brooklyn Connection記載，M82由身處美國的反抗軍同情者走私進科索沃，並一度成為了科索沃解放軍的武器。在1990年代的北愛爾蘭問題期間，臨時愛爾蘭共和軍的南阿馬旅（IRA）以極端式的狙擊戰術對抗英軍和皇家警察，用的就是巴雷特狙擊槍，1997年最後一名死於該戰役的英軍士兵斯蒂芬·雷斯托里克（Stephen Restorick）就是被狙殺，而在號稱“北愛爾蘭最強狙擊手”的IRA成員邁克爾·卡拉爾（Michael Caraher）被捕後，他的狙擊步槍也同時被充公。
根據側面了解，M82A1於2002年曾被選為實驗性的“目標狙擊武器”（Objective Sniper Weapon，簡稱：OSW）平台。在實驗項目當中，M82A1被改裝成短槍管的25毫米口徑武器，發射25×59毫米OCSW高爆連發榴彈。經實驗證明，OSW可以更有效地打擊目標，但是有著後座力過大的問題。該武器最先被稱為巴雷特Payload步槍，現在則已被改名為XM109。
2016年2月26日，巴雷特M82獲選成為田納西州具象徵式的官方步槍。

## M82到M107
最初的XM107是一種栓動式狙擊步槍，而且也已經被美軍選中，但是最後卻沒被採用。事實上，原本送交美軍測試的XM107其實是巴雷特M95。
當美軍決定訂購長程槍枝時，已經有預算分配給XM107，為了避免預算問題複雜化，他們決定將購買的M82命名為M107，並大量購買此型號以頂替原本的預算項目。2005年夏季，M82終於進入陸軍測試，並準備作大量生產。在正式成為陸軍的制式武器後，該槍被命名為長程狙擊步槍.50口徑，M107（Long Range Sniper Rifle，Caliber .50，M107）。美軍裝備的M107配備Leupold 4.5x14「Vari-X」瞄準鏡。
巴雷特M107是一種.50口徑的半自動狙擊步槍，像M82一樣有退縮式槍管吸收後座力的設計，故其後座力在與全槍的尺寸相比下顯得不成比例的小，在每次射擊後，位於內部機構後方的彈簧也有助吸收掉部份後座力。此外，該槍本身的重量和大型槍口制退器也吸收不少後座力。M107是由巴雷特公司根據美軍要求下在M82A1加入大量改進項目的衍生型，較明顯的改動包括位於上機匣頂部的全尺寸皮卡汀尼導軌，同時新增了後握把和腳架插口。巴雷特還打算研發一種比所有「反器材步槍」都要輕的M107改良版，預計會重新打造槍身框架和內部部件，以及用輕型材料製造制動器。
巴雷特M107繼承了M82的「輕50」名號，並在許多方面擠下了M82，前者更曾獲選「美軍2005年十大軍事發明」。

### 巴雷特M107CQ
M107CQ是一種商業性質的產品，它是一種特別設計的.50口徑狙擊步槍，有效解決同類武器過重的問題。為此，M107CQ的槍管縮短了228.6毫米（9英吋），也比M107輕2.27公斤（5磅），巴雷特官方宣稱M107CQ適合作直升機和船艦防衛、斥侯偵查，以及都市近戰等用途。另有異說指該槍的名字是巴雷特M82A1CQ。

### 巴雷特M107A1
2010年10月，巴雷特非官方的宣佈M107已停產。2011年，該公司宣佈M107A1為M107的繼承者，並提供於商業銷售。該槍的顯著改進包括：減少5磅重量，改用一具新型圓柱形鈦合金制動器、鈦合金槍管鑰匙及後座緩衝系統，這令武器能夠直接裝上巴雷特設計的抑制器。

## 技術性能

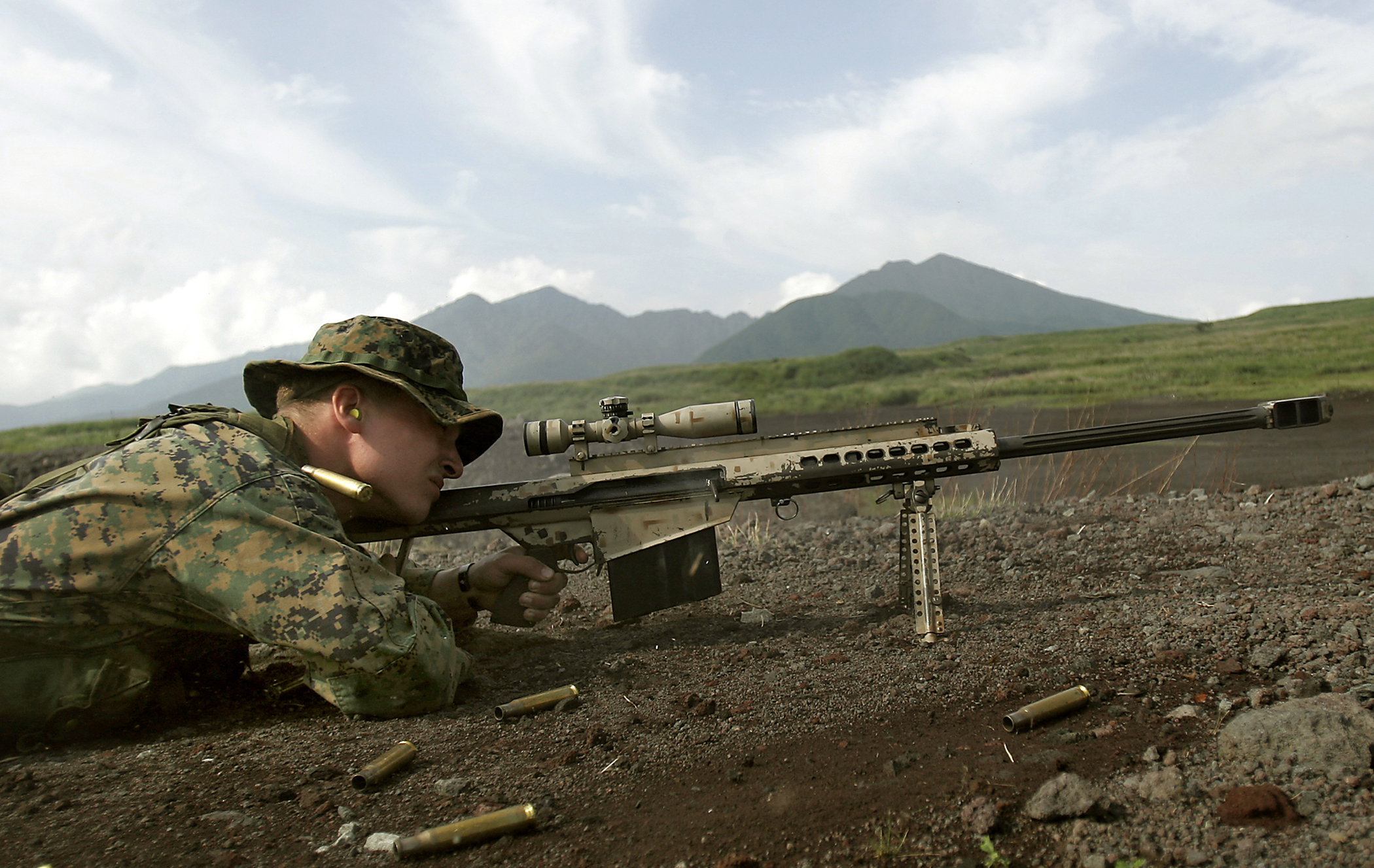
美国海军陆战队員使用M82A3 .50口徑半自動長射程狙擊步槍

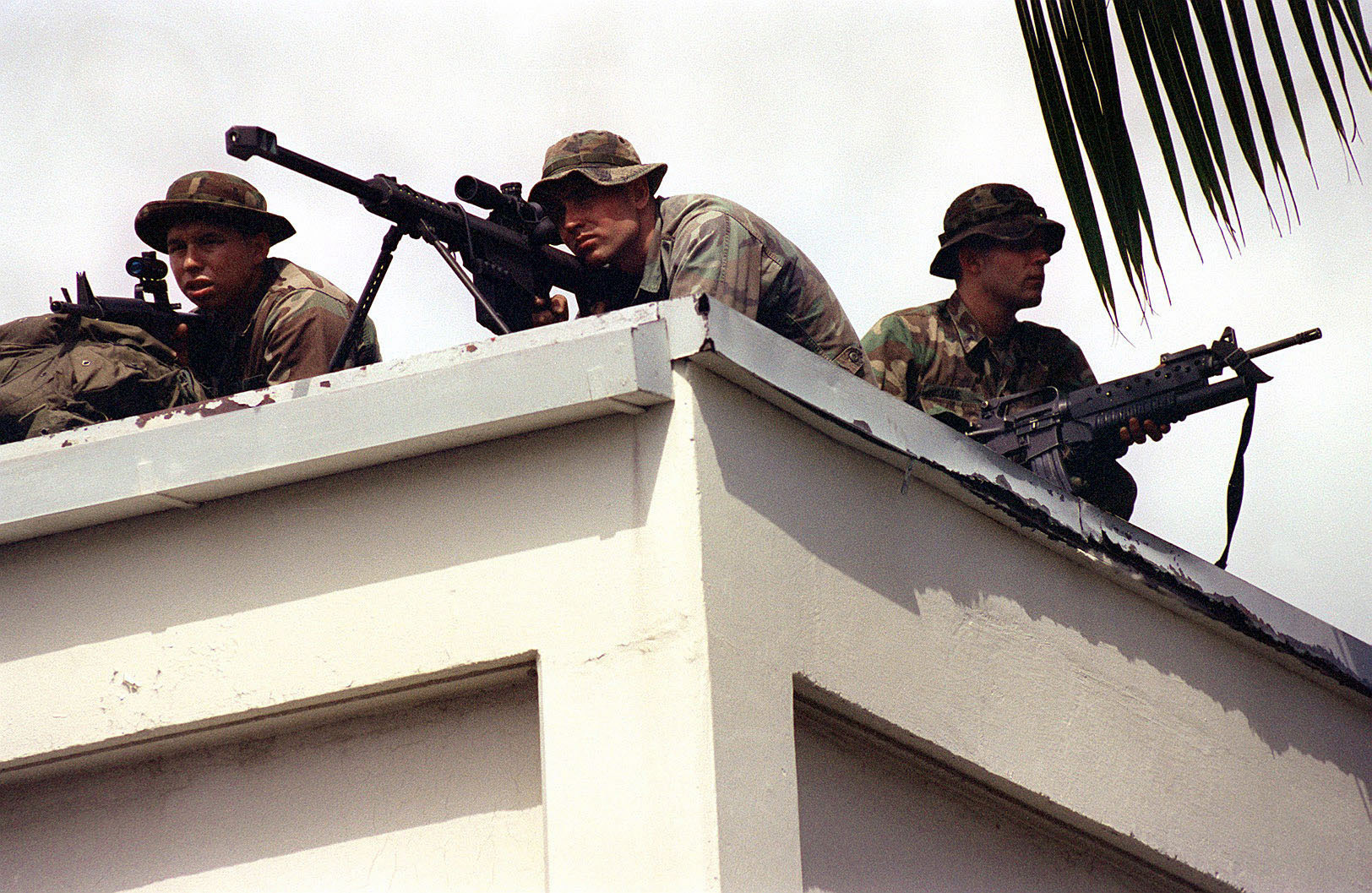
美軍海軍陸戰隊使用的M82

M82是一款槍管後座式半自動槍械，當擊發時槍管將會短距縮回（約1吋25毫米）後再由轉拴式槍栓安全鎖住。短暫後退後，槍栓被推入彎曲軌再扭轉把槍管解鎖。當槍栓解鎖後，槍機拉臂瞬間退回，槍管轉移後座力的動作完成循環。之後槍管固定且槍栓彈回，彈出彈殼。當撞針歸位，槍機從彈匣引出一發子彈並送進膛室對準槍管。同時扳機彈回撞針後方位置。該槍的彈匣一次可裝10發子彈，雖然也曾生產過12發彈匣，可是在第一次波灣戰爭後就已停產。
膛室分兩部份（上部和下部），薄鋼板衝壓而成再用十字栓固定。槍管有凹孔增加散熱和減重，還在槍口裝有龐大而有效的制動器。早期的制動器是圆柱箭頭，新的M82裝有雙膛直角箭頭形（V形）制動器。這制動器減少了接近70%的後座力。其缺陷是每發射一發槍彈時從制退器噴出的火藥氣體都會在射手附近卷起大量塵土和鬆散顆粒。
除瞄準鏡外，M82A1還配備了摺疊式準星，以備槍械在瞄準鏡損壞時還能使用。美軍使用的M82通常會裝上Leupold Mark 4望遠瞄準鏡，而M82A1M（海軍陸戰隊M82A3）則配有長型皮卡汀尼導軌和美軍的光学瞄准镜，使用者可透過皮卡汀尼導軌安裝更多的瞄準配件。所有的M82都配備可摺疊式提把和兩腳架（其中M82A3的為可拆式設計）。M82A3設有分離式槍托，槍托內藏有柔軟填充物和特製橡胶后座墊用於抵銷射擊後座力，据说其后座力比12鉛徑散彈和7.62公釐口径的步枪更小。M82A1和M82A3能安裝於M3或M122三腳架（機槍用），以至是一些載具車輛上的「巴雷特軟拖架」上使用。雖然M82A1設有摺疊式準星，然而在實戰中射手很難用傳統準星瞄準，因為M82的重量和長度都超出一般步兵槍械的水平。
M82A2不同於M82A1的地方大多數在於前者採用犢牛式佈局，手槍握把和扳機都設置在彈匣前面，而槍托則提前到膛室後面一點處，幾乎靠近彈匣。外加的前握把在靠近槍管的下方，瞄準鏡也往前移了一段距離。

## 使用者

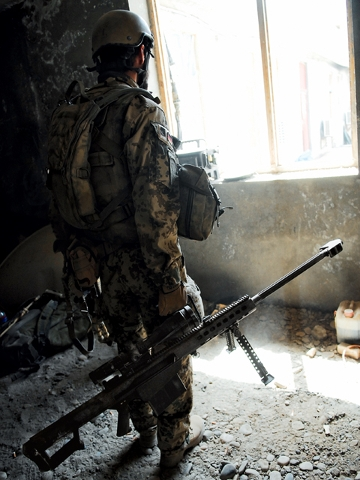
德軍的G82

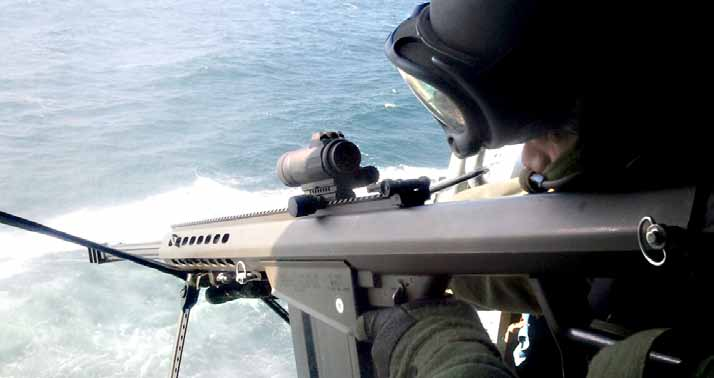
美國海岸警衛隊戰術執法部隊（TACLET）隊員在直升機上使用M107進行射擊

- 阿尔巴尼亚
  - 阿爾巴尼亞陸軍（英语：Albanian Land Forces）特種作戰團（英语：Special Operations Regiment (Albania)）
- 阿尔及利亚
- 阿根廷
- - 澳洲國防軍（M107A1）[5]
    - 澳洲特種作戰司令部
- 奥地利
  - 奧地利聯邦軍
- 巴林
- 比利时
  - 比利時國防軍（M107A1）
- 不丹
- 巴西
- 保加利亚
  - 特警單位
- 喀麦隆
- 智利
- 哥伦比亚
- 捷克
  - 捷克陸軍（英语：Czech Land Forces）第601特種部隊群（英语：601st Special Forces Group）
- 丹麦
- 埃及
- 芬兰
  - 芬蘭國防軍（M82A1命名為12.7 TKIV 2000）
- 法國
  - 法國特種作戰司令部（英语：Special Operations Command (France)）
  - 國家憲兵干預組
- 德国
  - 德國聯邦國防軍（M107命名為G82）
- - 喬治亞特種作戰部隊（英语：Georgian Special Operations Forces）
- 希腊
  - 希臘軍隊特種部隊
- 印度
  - 孟買警察（英语：Greater Mumbai Police）第1部隊（英语：Force One (police)）
- 印度尼西亞
- 伊拉克库尔德斯坦
- 以色列
  - 以色列國防軍（M82A1）
- 義大利
  - 義大利特種部隊（英语：Italian Special Forces）
    - 卡賓槍騎兵特别干預組
- 牙买加
- 约旦
- - 肯尼亞國防軍
- 科索沃
  - 特警單位（M107A1）
- 科威特
- 拉脫維亞
- 黎巴嫩
- 利比亞[6]
- 立陶宛
- 马来西亚
  - 馬來西亞武裝部隊特種部隊
- 墨西哥
  - 墨西哥武裝部隊
- 摩尔多瓦
- 摩洛哥
- 荷蘭
- 新西兰
- 挪威
  - 挪威國防軍
- 阿曼
- 巴基斯坦
  - 巴基斯坦陸軍特勤組（英语：Special Service Group）
- 秘魯
- 菲律賓
- 波蘭
  - 波蘭武裝部隊行動應變及機動組
- 葡萄牙
- 羅馬尼亞
- 沙烏地阿拉伯
- 塞爾維亞
  - 塞爾維亞警察（英语：Police of Serbia）特別反恐單位
- 新加坡
- 斯洛伐克
- - 大韓民國陸軍[7]
  - 大韓民國海軍特戰戰團
  - 大韓民國海軍陸戰隊
  - 大韓民國警察廳警察特攻隊
- 西班牙
- 瑞典
  - 瑞典國防軍
- 中華民國
  - 中華民國國軍（M82A1、M82A3、M107A1）
    - 中華民國海軍陸戰隊：狙擊小組成員以M82A1進行訓練，在狙擊特種兵科競賽則以M107A1為比賽用裝備。[8]
    - 憲兵特勤隊：M82A3、M107A1。[8]
    - 中華民國陸軍航空特戰指揮部：M82A1、M107A1。[9]
- 泰國
- 突尼西亞
- 土耳其
- 乌克兰
  - 烏克蘭武裝部隊（M82A1、M82A3、M107A1；部分於俄羅斯入侵烏克蘭期間由美國及其他盟國軍援）[10][11][12][13]
  - 烏克蘭邊防局
- 阿联酋
- 英国
  - 英國武裝部隊（M82A1命名為L135A1長程精密反結構步槍）
- 美国
  - 美國武裝部隊（M82A1、M82A3、M107）
  - 部分地方警察部門（M82A1）
  - 聯邦調查局人質拯救隊（M82A1）
- 乌拉圭
- 委內瑞拉
- 葉門

## 爭議

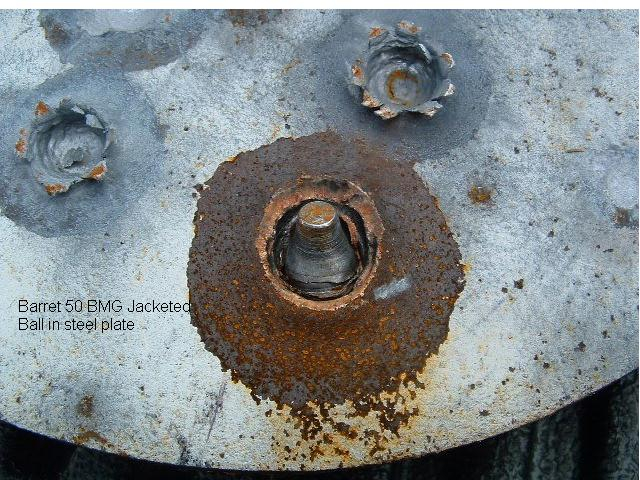
穿甲彈型12.7×99 NATO（.50 BMG）擊中鋼板後，120码

.50 BMG子彈，尤其是全金屬披甲彈，可以輕易打穿4級以下的防彈衣和許多牆壁。此外加的動能使M82比更小口徑的狙擊步槍更能穿透硬裝甲和等級8的防弹玻璃打死目標，這些因素令M82被支持槍械管制者列為大敵，加州已經率先於其他州立法禁止.50口徑槍枝販賣給私人槍枝擁有者，規定巴雷特必須改為提供其他口徑的槍械，爲此他們研製出口徑較小、初速較高，以及貫穿力較一般步槍彈為佳的.416巴雷特彈，並生產出該口徑的M82步槍。然而支持槍械管制者仍然不滿，他們認為沒有任何有「正常需要」的平民百姓會需要使用這種大型槍械。
因應上述對.50口徑步槍的爭議所帶來的問題和壓力，巴雷特最後中止對加州的執法機關出售所有槍械。
另外.50口徑槍械的爭議點在於其尺寸重量成本都超出一般水平的槍族，雖然對於一般罪犯來說太難使用，但是卻助長了外國的恐怖组织和反美武裝組織（例如在阿富汗和伊拉克等戰區）。據指，這些武裝份子已經從美軍倉庫偷走不少M82，反對論者藉此提出“一開始就不要生產這種槍就沒有這種麻煩”的結論。
巴雷特M82已經被美軍大量使用於實戰，該槍也是最初的反物資步槍，但是它的體積和重量令其不利於在機動戰中提供支援火力。
近年有報導指不少在黑市中出售的.50口徑狙擊步槍（包括巴雷特的型號）開始在墨西哥販毒集團作運毒及其他犯罪用途，以對抗配備防彈裝備的警察部隊。

## 官方設計

### 美軍採用版
| 型號       | 特徵 |
| ---------- | --- |
| M82        | 12.7×99毫米巴雷特M82半自動狙擊步槍，圆柱箭頭形制退器 |
| M82A1      | 12.7×99毫米巴雷特M82A1半自動狙擊步槍，把制退器改為雙膛V形（箭頭形）                                                                                          |
| M82A1A     | 12.7×99毫米巴雷特M82A1半自動狙擊步槍，主要用於發射Mk211 Mod 0型.50口徑子彈                                                                                   |
| M82A1M     | 12.7×99毫米巴雷特M82A1半自動狙擊步槍，改良版，加長戰術軌系統、後方滑軌和固定轉軸插口                                                                         |
| M82A2      | 12.7×99毫米巴雷特M82A2半自動犢牛式狙擊步槍，一種扛在肩上的重型狙擊步槍。                                                                                     |
| M82A3      | 12.7×99毫米巴雷特M82A3半自動狙擊步槍依照M82A1M規格設計的新產品，加長戰術軌系統，比M82A1M/M107更高一點，但是不同於M82A1M/M107，它並沒有後方滑軌和固定轉軸插口 |
| XM107/M107 | 最初是12.7×99毫米美軍對巴雷特M95栓動式狙擊步槍的正式命名，後來變更為M82A1M改良版，加長戰術軌系統、後握把和固定轉軸插口                                       |

### 其他國家命名
| 國家     | 是否為北約成員 | 型號           | 特徵                                                        |
| -------- | -------------- | -------------- | ----------------------------------------------------------- |
| 丹麦     | 是             | Mrg M/95       | 12.7×99毫米巴雷特M95手動犢牛式狙擊步槍                      |
| 芬兰     | 是             | 12.7 TKIV 2000 | 12.7×99毫米巴雷特M82A1半自動狙擊步槍                        |
| 德国     | 是             | G82            | 12.7×99毫米巴雷特M107半自動狙擊步槍                         |
| 希腊     | 是             | M82A1M         | 12.7×99毫米巴雷特M107半自動狙擊步槍                         |
| 墨西哥   | 否             | M82A1/M107     | 12.7×99毫米巴雷特M82A1半自動狙擊步槍                        |
| 巴基斯坦 | 否             | 不明           | 12.7×99毫米巴雷特M107半自動狙擊步槍                         |
| 菲律宾   | 否             | M82A1/M107     | 12.7×99毫米巴雷特M107半自動狙擊步槍                         |
| 以色列   | 否             | M82A1          | 12.7×99毫米巴雷特M82A1半自動狙擊步槍                        |
| 意大利   | 是             | M82A1          | 12.7×99毫米巴雷特M82A1半自動狙擊步槍                        |
| 马来西亚 | 否             | M82A2          | 12.7×99毫米巴雷特M82A2半自動犢牛式狙擊步槍                  |
| 挪威     | 是             | 12,7 MØR       | 12.7×99毫米巴雷特M82A1半自動狙擊步槍                        |
| 瑞典     | 是             | Ag 90          | 12.7×99毫米巴雷特M82A1半自動狙擊步槍                        |
| 英国     | 是             | L82A1          | 12.7×99毫米巴雷特M82A1半自動狙擊步槍                        |
| 中華民國 | 否             | M82/M107A1     | 12.7×99毫米巴雷特M82半自動狙擊步槍                          |
| 荷兰     | 是             | M99/M82A1      | 12.7×99毫米巴雷特M99手動狙擊步槍和巴雷特M82A1半自動狙擊步槍 |

## 規格

### M82A1

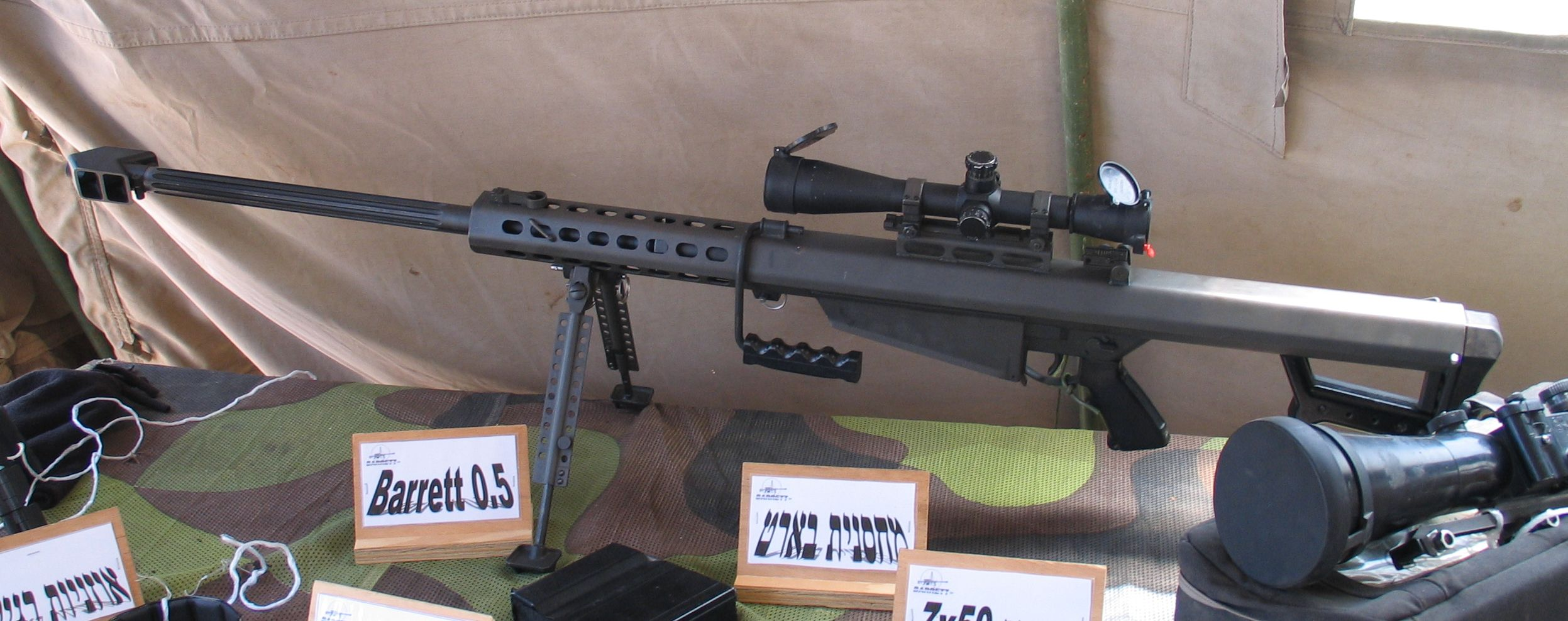
以色列國防軍的M82

- 口徑：12.7×99 NATO（.50 BMG）、.416巴雷特[17]
- 槍機：後座作用、半自動
- 總長：1219.2公釐（48吋）或1447.8公釐（57吋）
- 槍管長：508公釐（20吋）或736.6公釐（29吋）
- 彈匣：10發
- 瞄具：摺疊式準星、10倍瞄準鏡
- 重量：14.02公斤（30.9磅，不含子彈及736.6公釐（29英吋）槍管）
- 槍口初速：853 m/s（2799 ft/s），660格令，42.8克彈頭
- 準確有效射程：1850 米（2,023.18码）
- 最大射程：6,800 米 （7,436.57码）
- 彈藥：Sub-MOA彈藥
- 單價：12,050美元
- 狀態：已經停產

### M82A2

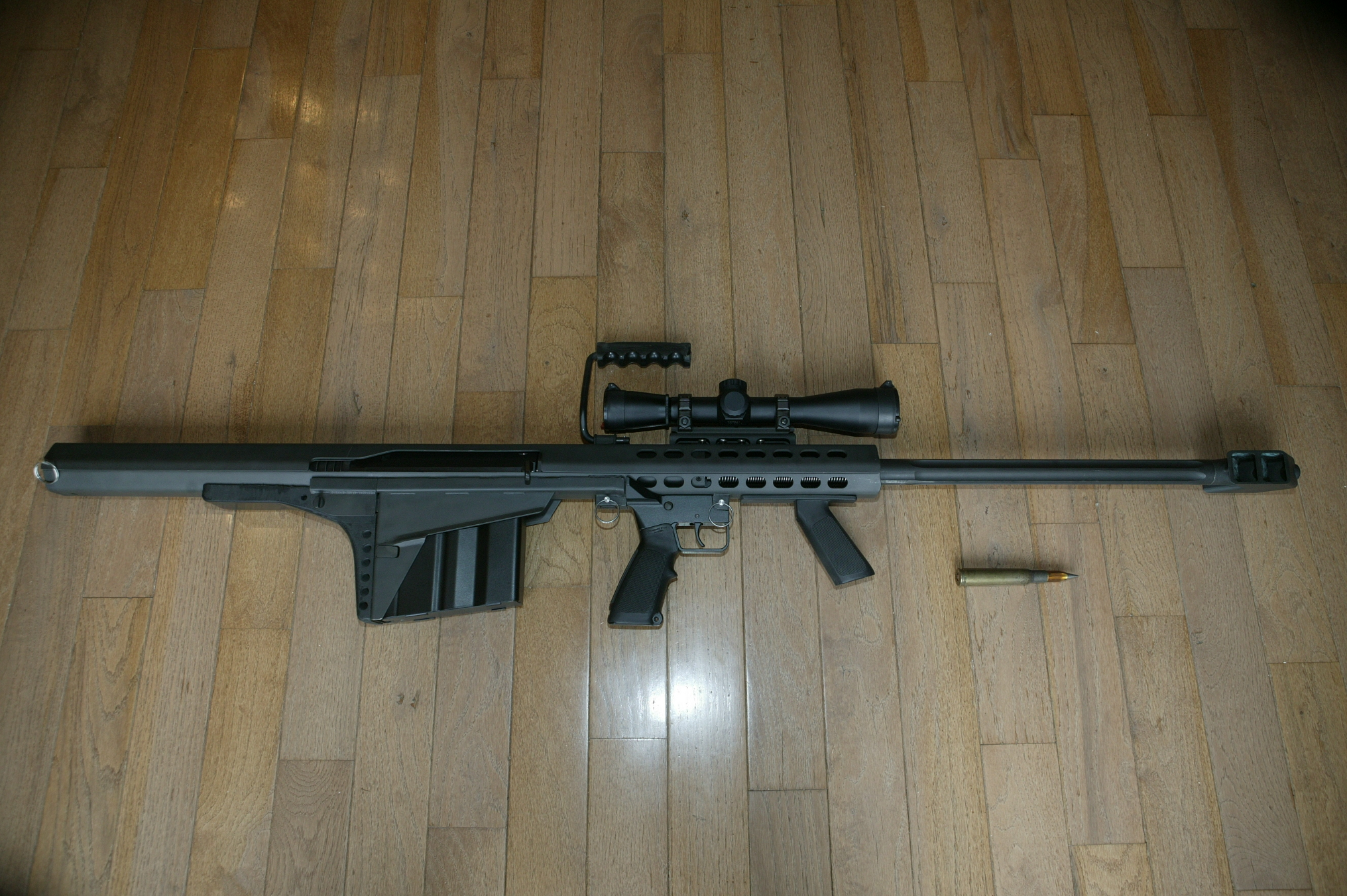
M82A2

- 口徑：12.7×99 NATO（.50 BMG）
- 槍機：後座作用、半自動
- 總長：1409毫米（55.47英吋）
- 槍管長：737公釐（29吋）
- 彈匣：10發
- 重量：14.75公斤（32.5磅，不含子彈）
- 槍口初速：900 m/s（2953 f/s）
- 最大射程（車輛大小目標）：2100 米 （2,297码）
- 單價：6,000美元
- 狀態：已經停產

### M107

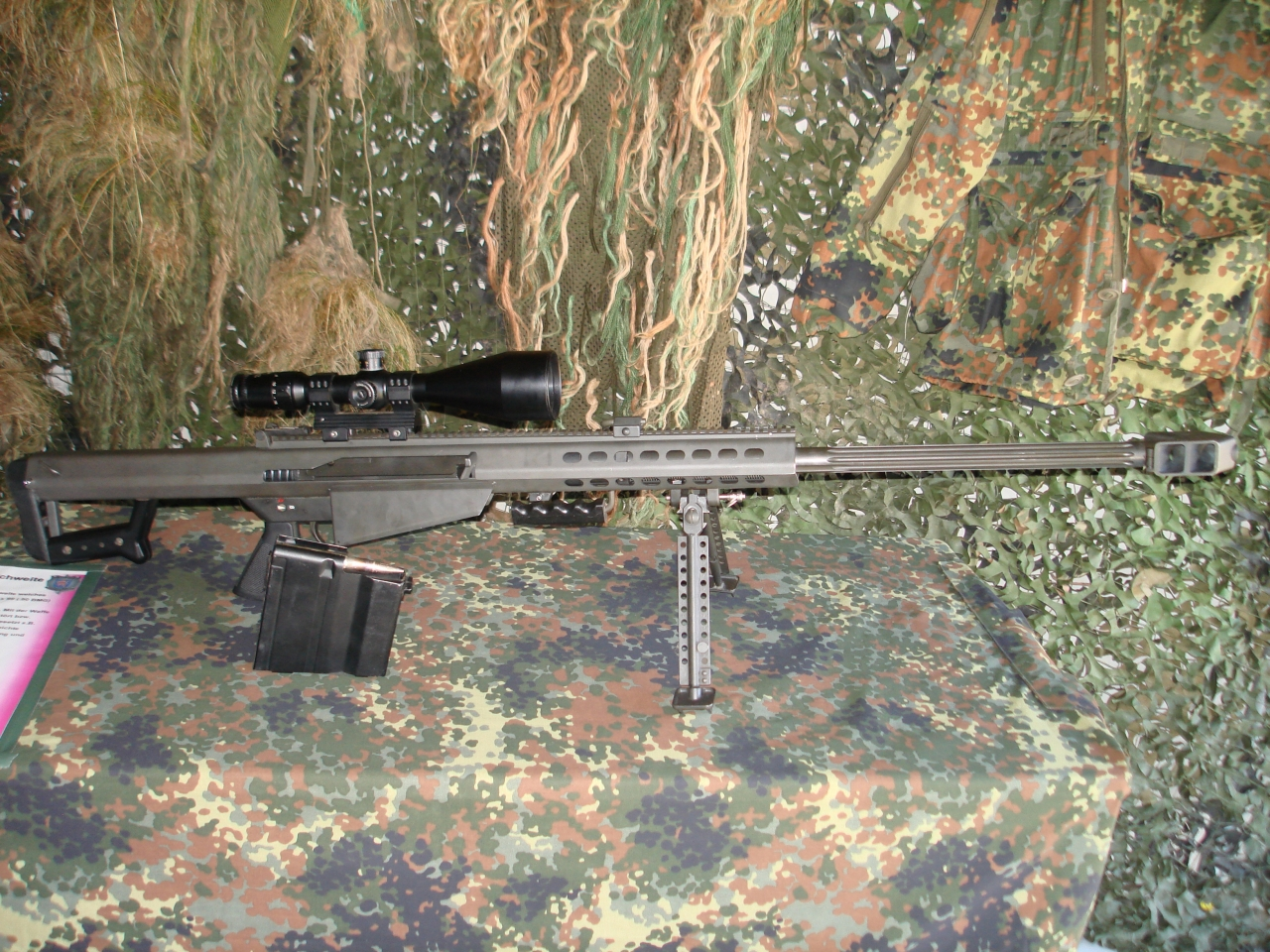
德国聯邦國防軍M107（命名為G82）加裝蔡司公司製6-24x72望遠瞄準鏡。

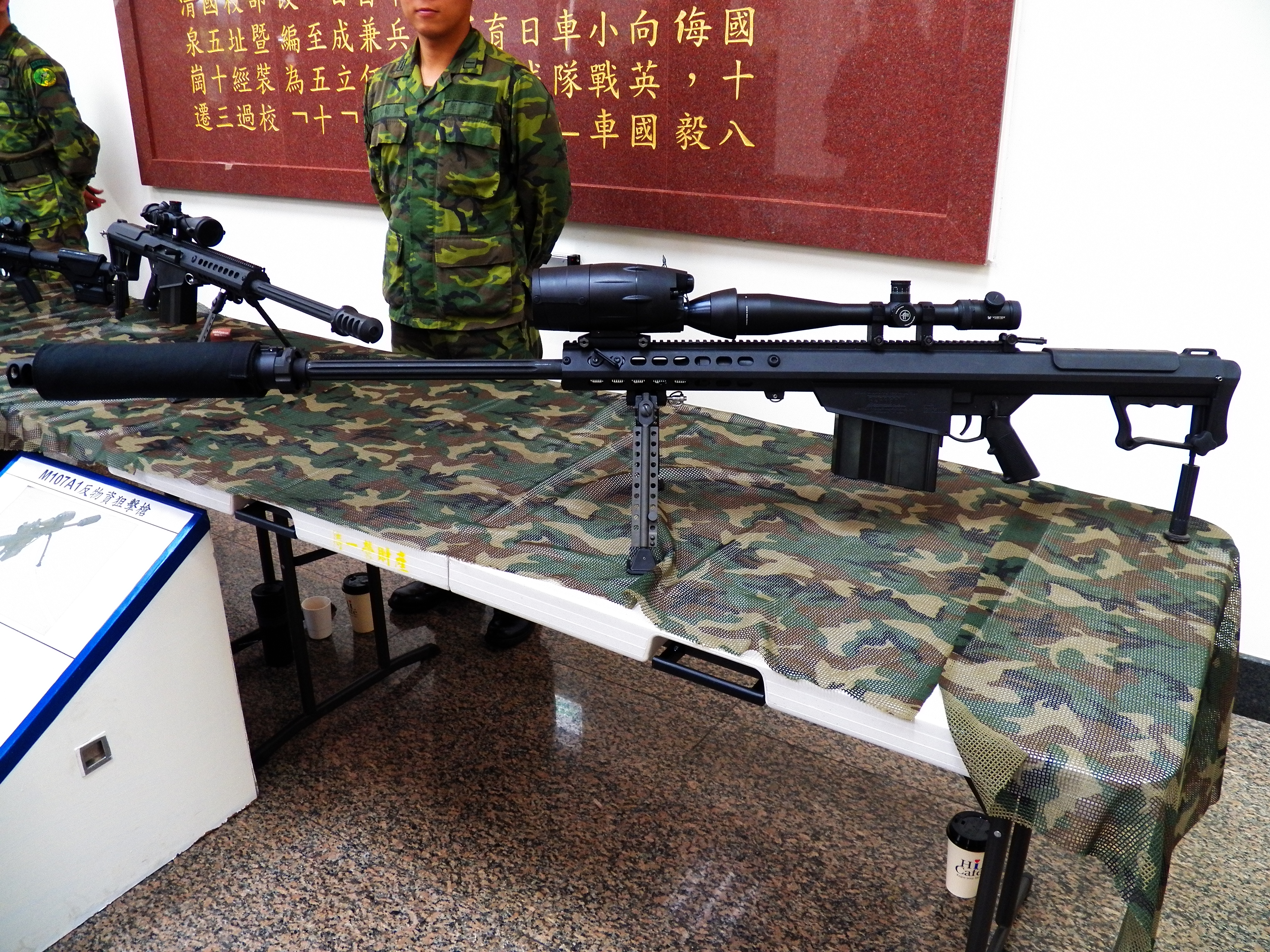
中華民國陸軍M107A1

- 口徑：12.7×99 NATO（.50 BMG）
- 槍機：後座作用、半自動
- 總長：1,448公釐（57吋）
- 槍管長：737公釐（29吋）
- 彈匣：10發[19]
- 彈匣重（10發／8發）：1.87公斤（4.12磅）／1.64公斤（3.62磅）[19]
- 重量：12.9公斤（28.5磅，不含子彈）
- 槍口初速：853 m/s（2,800 ft/s）
- 準確有效射程：1,850米（2,023.18码）[19]
- 最大射程（車輛大小目標）：6,812米（7,449.69码）
- 單價：沒有有關資料
- 狀態：生產中

## 流行文化
巴雷特M82同時出現於許多好莱坞电影、电視劇、电子游戏和动画當中。不少电影都對M82的性能和威力有所誇大，常見的誤解包含認為這種狙擊步槍能打下客機。

### 電影
- 1987年—：型號為初期型M82。被稍加改动並当成了一种名叫“眼镜蛇突击炮”的类似榴弹发射器的武器，由機器戰警（彼得·韋勒飾演）和反派卡蘭斯（Kurtwood Smith飾演）所使用。
- 1990年—《海豹部隊（英语：Navy SEALs (film)）》：型号为初期型M82，装备有微光／热像瞄准镜，由海豹部隊所使用。
- 2000年—《公元2000》
- 2001年—《全職殺手》
- 2004年—《戰略陰謀3》：型號為M107，裝有夜視瞄準鏡，由主角托馬斯·貝克特（湯姆·貝林傑飾演）及一名美國海軍陸戰隊狙擊手用於故事開頭的模擬實戰場景中。
- 2004年—：型號為M82A1，配備狙擊鏡，由一名保護傘公司的狙擊手企圖狙殺卡洛斯·奧利維拉時所使用。
- 2007年—：型號為M82A1M，配備狙擊鏡，故事開頭時由鮑勃·李·斯瓦格（馬克·華伯格飾演）用以擊落敵軍的武裝直升機。
- 2008年—：型號為M82A1M，配備狙擊鏡，於反擊叛軍突襲期間由英國私人軍事承包商首領（雷夫·范恩斯飾演）和J·T·桑波恩中士（安東尼·麥基飾演）所使用。
- 2008年—：型號為M107CQ（為M107的縮短槍管版本），配備狙擊鏡或夜視瞄準鏡，在夜間營救行勳期間還加裝了消音器及AN/PEQ-2雷射瞄準器，由「童子軍」（馬修·馬斯登飾演）所使用。
- 2009年—《神鎗手》：型號為M82A1，配備狙擊鏡，由凌靖（黃曉明飾演）所使用。
- 2011年—：型號為M107CQ，配備狙擊鏡，由史提夫·麥肯納（班·佛斯特飾演）於訓練期間所使用。
- 2012年—：故事中用於擊毀外星人戰艦艦橋的玻璃。
- 2012年—《2》：型號為M107，配備狙擊鏡，由比利“小子”蒂蒙斯（連恩·漢斯沃飾演）所使用。
- 2015年—：型號為M82A1，配備狙擊鏡，故事開頭由莎拉·康納（艾蜜莉·克拉克飾演）用以擊倒T-800型機器人，不合時宜的出現在1984年。
- 2016年—：型號為M82A1M，由克利斯丁·沃夫（班·艾佛列克飾演）所使用。

### 電視劇及資訊節目
- 1984年—
- 2004年—
- 2008年—（魔鬼終結者之莎拉康納戰紀第二季第五集－"Goodbye to All That"）
- 2009年—《終極武器（英语：Ultimate Weapons）》
- 2016年—《生死狙擊》第一季：型號為M82A1，配備狙擊鏡，於第九集由艾薩克·約翰遜（奧馬爾·愛普斯飾演）所使用。
- 2016年—第一季第5集
- 2024年—《慶餘年》第二季：型號為M82A1M，配備狙擊鏡，由范若若（宋軼飾演）所使用。

### 電子遊戲
- ：
  - 1998年—
  - 2002年—
  - 2005年—
- 2002年—《美國陸軍二》[20]
- 2002年—《Soldat》：第8件主要武器，命名為“Barrett M82A1”。
- 2002年—：配備狙擊鏡，弹匣容量为10发，其威力是其他武器所不能比拟的，且命中率极高，重量中等，有“M82A1”和“M82A1-T”兩種版本，其中“M82A1-T”装有热感成像仪，可以进行穿牆射击。
- 2003年—
- 2005年—
- 2007年—《穿越火线》：型號為M82A1，配備狙擊鏡，使用10發彈匣供彈，奇怪的是以手動槍機操作，重量亦驚人。
- 2008年—：登場型號為電子遊戲中少見的M82A2犢牛式（肩載）。
- 系列的《現代戰爭》系列三部曲：
  - 2007年—及重製版：型號為M82A1，命名為「巴雷特.50cal」，預設使用高倍率狙擊鏡。戰役模式中以固定武器之姿出现，由英國陸軍特種空勤團成員約翰·普萊斯於“One Shot One Kill”中狙擊伊姆蘭·扎哈耶夫時所使用。聯機模式於等級49解鎖，並可改用ACOG光學瞄準鏡。
  - 2009年—及重製版：型號為M82A1，命名為「巴雷特.50cal」，預設使用高倍率狙擊鏡。戰役模式中由141特遣隊及美國陸軍第75游騎兵團所使用。聯機模式於等級3解鎖，並可使用消音器、心跳探測器、ACOG光學瞄準鏡、熱能探測式瞄具、全金屬披甲彈（英语：Full metal jacket bullet）和延長彈匣（增加至15發）。
  - 2011年—：型號為M107，命名為「巴雷特.50cal」，預設使用高倍率狙擊鏡，槍上刻有巴雷特槍械公司的商標。只在聯機模式和生存模式中直接登場。聯機模式於等級2解鎖，並可使用ACOG光學瞄準鏡、消音器、心跳探測器、延長彈匣（增加至15發）、熱能探測式瞄準鏡、可變倍率式瞄準鏡（狙擊鏡）。在生存模式中則於等級等級49解鎖，價錢為$2,000。
- 2010年—：型號為巴雷特M82A3，偵察兵的可選用武器之一。港台地區於2010年8月18日推出。
- 2010年—《榮譽勳章》：型號為M107，裝上AN/PAS-13B熱成像瞄準鏡，命名為“M82”，無限子彈，只在單人模式出現。由AFO狼群的“杜斯”和“髒人”支援AFO海神一行人時所使用。
- 2011年—：型號為M107，裝上熱成像瞄準鏡，没被命名，只於單人模式出現。原為卡法洛夫屬下私人部隊的一名狙擊手所持有，後來被狄迷崔‧馬雅柯夫斯基繳獲使用。
- 2011年—：型號為M82A1，命名為「Barrett M82A3一狙懸命」，配備狙擊鏡，使用5發彈匣供彈。為全A.V.A中破壞力及攻擊力最高的狙擊槍，攻擊力達200（偏差值-6~6）。
- 2011年—《人中之龍 Of the End》：桐生一馬的武器，以「XK.50反器材狙擊步槍」的名稱登場。
- 2012年—《II》：型號為M107，命名為「巴雷特M82A1」，預設使用高倍率狙擊鏡。只在戰役模式和殭屍模式中登場，奇怪地會於1980年代出現。在回憶關卡中由美國中央情報局特別活動部特工亞歷克斯·梅森和弗蘭克·伍茲所使用，並於玩家完成“時間與命運”（Time and Fate）關卡以後解鎖。能夠使用ACOG瞄準鏡、增大範圍瞄準鏡、抑制器、延長彈匣（增至15發）和快速重裝彈匣。
- 2012年—《战争前线》：型号为M107，命名为“Barrett M107”，預設配備狙擊鏡，为狙击手专用武器，以10发弹匣供彈，K点购买，可以改装瞄准镜（狙击枪5.5x瞄准镜、狙击枪4.5x中程瞄准镜、狙击枪4x短程瞄准镜、狙击槍5x快速瞄准镜），无法改装战术导轨和枪口，自带双脚架及枪口制退器。
  - 虽然使用的是.50 BMG口径弹药，但奇怪的是威力比同口径的AS50，甚至比.338 Laupa弹的Alpine和AWM威力都要低。
- 2013年—：型號為M107，錯誤的命名為“M82A3”，載彈量10+1發，配備具測距功能的高倍率狙擊鏡，單機模式中能夠由主角丹尼爾·雷克（Daniel Recker）所使用，多人模式時則為戰鬥拾取槍械。
- 2013年—《3》：為系列中登場的“眼鏡蛇突擊炮”，命名為“Kobracon”，只於“血龍”資料片中出現，預設為栓動式射擊，由主角雷克斯·柯爾特所使用。
- 2014年—《看門狗》：型號為M107，以可購買的5星槍支登場。遊戲中另有衍生出迷彩版，稱為“驅逐武器”（Destroyer），完成十次犯罪車隊即可獲得。相較於原型版本，迷彩版擁有更強的穿甲能力，一槍就能讓大多數載具無法使用，但奇怪的是只能填裝兩發子彈。
- 2015年—：資料片「劫案」新增武器，雖命名為「M82 .416」，但實際上為M107，歸類為半自動狙擊步槍，預設配備機械瞄具，載彈量5+1發，能夠由執法機關和罪犯雙方專業人士（Professional）所使用，價格為$100,000。預設使用機械瞄具，可加裝各種瞄準鏡（反射、眼鏡蛇、全息瞄準鏡（放大1倍）、PKA-S（放大1倍）、Micro T1、SRS 02、Comp M4S、M145（放大3.4倍）、PO（放大3.5倍） 、ACOG（放大4倍）、PSO-1（放大4倍）、IRNV（放大1倍）、FLIR（放大2倍）、TA 648（放大6倍）、PKS-07（放大7倍）、步槍瞄準鏡（放大8倍）、獵人（放大14倍））及附加配件（傾斜式機械瞄具、傾斜式紅點鏡、電筒、戰術燈、激光瞄準器）。
- 2017年—：型號為M107，命名為“SS-97”，配備狙擊鏡，使用5發彈匣供彈。
- 2018年—《少女前線》：M82A1作為活動獎勵稀有人型登場。
- 2018年—《叛亂：沙漠風暴》：型號為M107CQ，命名為“M82A1 CQ”，預設使用機械瞄具，由安全部隊所使用。
- 2020年—《決勝時刻：黑色行動冷戰》：型號為M82A1M，命名為“M82”，預設使用機械瞄具。

### 動畫
- 2005年—《血戰》
- 2010年—《玩伴貓耳娘》：型號為M82A1，配備狙擊鏡，由雙葉葵所使用。
- 2010年—《OVA》：裝上轉輪式榴彈發射器的M82A1由羅貝爾特當成戰鬥步槍使用。
- 2011年—《Fate/Zero》：配備狙擊鏡，由狂戰士所使用。
- 2012年—《軍火女王》：型號為M82A1，配備狙擊鏡，於第二季第七集中由一名「王者之劍」承包商的狙擊手所使用。
- 2014年—：型號為M82A1，配備狙擊鏡，由狙擊手幻魔所使用。
- 2014年—《名偵探柯南：異次元的狙擊手》：型號為M82A1，配備狙擊鏡，由狙擊手凱文·吉野所使用。
- 2018年—《刀劍神域外傳Gun Gale Online》：型號為M107A1，配備狙擊鏡，SJ2期間由"PM4"小隊其中一人所擁有，並被“Pitohui”和“M”所借用。後來被"SHINC"小隊的PTRD-41反坦克步槍擊中而損壞。
- 2021年—《哥吉拉 奇異點》：型號為少見的M82A2，被濕婆企業聯盟的士兵用來垂直狙擊，阻擋怪獸「夏蘭伽」脫逃。

### 漫畫
- 2002年—《神槍少女》：型號為M82A1，配備狙擊鏡，由五共和國派恐怖份子用以狙擊義體。
- 2006年—《軍火女王》
- 2012年—《強襲246》

### 輕小說
- 2004年－《魔法禁書目錄》：「妹妹們」曾用來狙擊一方通行的鋼鐵擊破者（Metal Eater）MX，實質上即為M82硬加上全自動功能後的實驗槍。
- 2008年－：由巴斯克維爾（小隊）隊員蕾姬所使用。
- 2014年—《刀劍神域外傳Gun Gale Online》：型號為M107A1，SJ2期間由"PM4"小隊其中一人所擁有，並被“Pitohui”和“M”所借用。後來被"SHINC"小隊的PTRD-41反坦克步槍擊中而損壞。

## 相關連結
- 狙擊步槍
- 反器材步槍
- 反坦克步枪
- 巴雷特M90狙擊步槍
- 巴雷特M95狙擊步槍
- 巴雷特M99狙击步枪
- 巴雷特XM109狙擊榴彈發射器
- 巴雷特XM500狙擊步槍
- 精密國際AS50狙擊步槍
- AMR-2狙击步枪
- 三角洲部队

## 外部連結
- （英文）—Barrett Rifles - Official Website
- （英文）—Barrett's page on the M82A1
- （英文）—M82A1 Operators Manual （页面存档备份，存于）
- （英文）—PEO Soldier M107 fact sheet
- （英文）—Detailed M107 page including gallery （页面存档备份，存于）
- （英文）—Globalsecurity.com M82 info with video of effects on steel plating and cinder blocks （页面存档备份，存于）
- （英文）—The Barrett M82 from Mel's SniperCentral
- （英文）—Modern Firearms—Barrett "Light Fifty" M82A1 M82A2 M82A3 （页面存档备份，存于）
- （英文）—50 Caliber Shooters Association is dedicated to competitive sporting uses （页面存档备份，存于）
- （英文）—M82 Info from Armedforces-int.com
- （中文）—D Boy Gun World（枪炮世界）
  - Barrett M82A1 （页面存档备份，存于）
  - Barrett M82A1M / XM107 / M82A3 （页面存档备份，存于）
  - Barrett M82A1 CQ （页面存档备份，存于）
  - Barrett M82A2 （页面存档备份，存于）